# Муллакаевское медресе
Муллакаевское медресе́ — медресе, среднее учебное заведение, действовавшее в деревне Муллакаево Орского уезда Оренбургской губернии в XIX—XX веках.

## История медресе
Медресе было основано при мечети в 1837 году в деревне Муллакаево Орского уезда Оренбургской губернии. Основателем Муллакаевского медресе являлся Саитбаттал-хазрет (Саитбаттал Нурмухаметов).
Медресе находилось в ведении Оренбургского магометанского духовного собрания.
В 1924 году медресе было закрыто.

## Обучение
Мударрис и имам-хатыб мечети управляли учебно-воспитательной работой в медресе.
В медресе обучались лица мужского пола с 7—11 лет (иногда и старше). Обучение было бесплатным, его курс составлял 7—10 лет.
С 1891 года в образовательный процесс медресе был введён новый метод обучения, после которого учащиеся получали не только богословское, но и светское образование.
«Преподавание в Муллакаевском медресе было организовано так же, как и в медресе Бухары, Хорезма».Ахметзаки Валиди Тоган
В программу обучения были включены арабский язык, логика (мантыйк), мусульманская догматика, мусульманская каллиграфия, тюрки, фикх, чтение хадисов, толкование Корана, а также арифметика, астрономия, методика преподавания, основы народной медицины, педагогика, риторика. Кроме этого в медресе дополнительно изучались основы геологии и горного дела, делопроизводства, изготовления красок, строительства мечетей.
Ежегодно обучалось около 400 шакирдов (учеников).

## Преподаватели
Мударрисы:
- Саитбаттал Нурмухаметов (1837—1847 гг.);
- шейх Габдулла ишан Саиди аль-Булгари аль-Бурзяни аль-Сакмари (с 1870 года);
- Анвар Габдуллович Саитбатталов (1914—1924 гг. с перерывами).

С Муллакаевским медресе была связана деятельность Акмуллы и др.
Группой девушек руководила дочь ахуна Махмуда Давлеткиреева Райхан (с 1876 по 1917 гг.).

## Известные шакирды
Среди выпускников медресе Х. Х. Альмухаметов, Ш. Ш. Габдиев, Х. Г. Габитов, Габит-сэсэн, Ш. М. Матинов, Х. М. Рахимов, М. У. Сиражетдинов (Мужавир-хазрет), Шафик Аминев-Тамьяни, Шамигул-хальфа, Б. Г. Юлуев и др.